# Cylichna eburnea
Cylichna eburnea är en snäckart som beskrevs av Addison Emery Verrill 1885. Cylichna eburnea ingår i släktet Cylichna och familjen Cylichnidae. Inga underarter finns listade i Catalogue of Life.